# چرخ‌ریسک تاب‌لانه موش‌رنگ

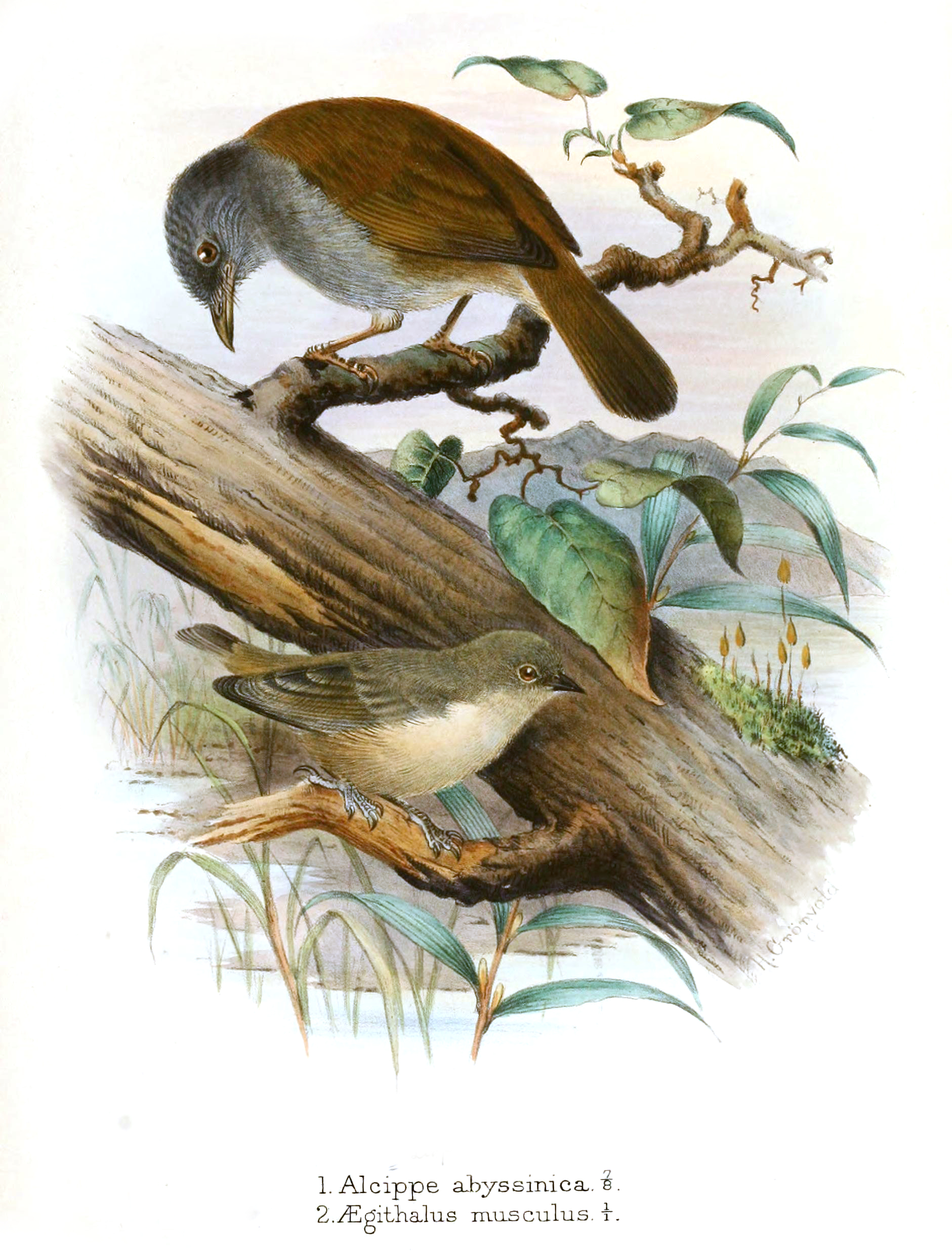
تصویر نقاشی شده از تالاب لانه موش رنگ

چرخ‌ریسک تاب‌لانه موش‌رنگ (نام علمی: Anthoscopus musculus) نام یک گونه از تیره چرخ‌ریسک تاب‌لانه است.